# Helius (Helius) costosetosus
Helius (Helius) costosetosus is een tweevleugelige uit de familie steltmuggen (Limoniidae). De soort komt voor in het Oriëntaals gebied.